# Оморегбе, Боб
Боб Мёрфи Оморегбе (итал. Bob Murphy Omoregbe; род. 5 ноября 2003, Новара, Италия) — итальянский и нигерийский футболист, полузащитник клуба «Милан», выступающий за его резервную команду «Милан Футуро».

## Карьера
Боб начинал карьеру в клубе «Борджонезия». Его дебют за родной клуб состоялся 23 мая 2021 года в матче Серии D против клуба «Читта ди Варезе». 19 июня того же года он забил первый гол в карьере, поразив ворота «Сестри Леванте». Всего в первом сезоне на взрослом уровне на счету полузащитника были 4 сыгранные встречи и 1 забитый мяч. В первой половине сезона 2021/22 Боб забил 6 голов в 16 матчах Серии D и привлёк внимание «Милана», который приобрёл футболиста для своей юношеской команды 15 января 2022 года, сумма трансфера составила 100 тысяч евро.
Весь 2022 год Боб представлял за юношеский состав «Милана», а с 2023 года начал получать игровую практику в клубах Серии C. На правах аренды он выступал за клубы «Торрес», «Фьоренцуола» и «Сестри Леванте». С сезона 2024/25 полузащитник играет за вторую команду своего клуба — «Милан Футуро». 11 января 2025 года Боб впервые сыграл за «Милан», заменив Рафаэла Леана на 88-й минуте матча Серии A против «Кальяри». Его вызов в первую команду и дебют за неё был большой неожиданностью как для самого игрока, так и для болельщиков команды.

## Личная жизнь
Младший брат Боба, Рэй Мёрфи Оморегбе (род. 2005) — тоже футболист атаки, выступающий за клубы итальянской Серии D.